# Bermuda ai Giochi della XIX Olimpiade
Bermuda partecipò ai Giochi della XIX Olimpiade che si sono svolti a Città del Messico dal 12 al 27 ottobre 1968, con una delegazione di 16 atleti impegnati in due discipline: atletica leggera e vela. Fu la settima partecipazione di questo paese ai Giochi. Non fu conquistata nessuna medaglia.